# ORANGE GARDEN POP
『ORANGE GARDEN POP』（オレンジ・ガーデン・ポップ）は、YUIのベスト・アルバム。『GREEN GARDEN POP』と同時発売された。

## 内容
アルバムとしては『HOW CRAZY YOUR LOVE』以来1年1ヶ月ぶり、トリビュート・アルバムは『SHE LOVES YOU』は1ヶ月前に発売されている。
『GREEN GARDEN POP』と合わせると、全21枚のシングルやアルバム曲が36曲収録されている。
CDのみの通常盤と、三方背BOX・20歳を迎えてから2012年までの写真集「ORANGE BOOK」付きの初回限定盤の2形態で発売。『GREEN GARDEN POP』を同時に対象の店舗で購入した場合は、ORANGE BOOK及び『GREEN GARDEN POP』の初回限定盤に付属しているGREEN BOOKには収まりきらなかった写真集『WHITE BOOK』が特典として付いている。
アルバム・タイトルは、ザ・ビートルズの『赤盤／青盤』にちなみ、そして「わりと似たようなテンポの曲を振り分けていって、（中略）どっちも同じ色合いで入れたいな」「それぞれコンセプトがあるというよりも、どちらにも等しくYUIの歌の歴史が詰まっている」と語っている。このアルバムに収録されている、音楽人生のターニングポイントとなった思い出深い曲として、ラストに収録されている「TOKYO」を挙げている。
本作をもって活動休止となった。

## 収録曲
| 全作詞・作曲: YUI（#18、作曲: COZZi）。 |                               |                          |                          |                         |                         |      |
| #                                       | タイトル                      | 作詞                     | 作曲・編曲               | 編曲                    | ストリングスアレンジ    | 時間 |
| 1.                                      | 「CHE.R.RY」                  | YUI （#18、作曲: COZZi） | YUI （#18、作曲: COZZi） | northa+                 | クラッシャー木村Strings | 3:34 |
| 2.                                      | 「feel my soul」              | YUI （#18、作曲: COZZi） | YUI （#18、作曲: COZZi） | Hideyuki DAICHI Suzuki  |                         | 3:47 |
| 3.                                      | 「GLORIA」                    | YUI （#18、作曲: COZZi） | YUI （#18、作曲: COZZi） | HISASHI KONDO           |                         | 3:41 |
| 4.                                      | 「to Mother」                 | YUI （#18、作曲: COZZi） | YUI （#18、作曲: COZZi） | HISASHI KONDO           |                         | 3:50 |
| 5.                                      | 「Merry・Go・Round」          | YUI （#18、作曲: COZZi） | YUI （#18、作曲: COZZi） | YUI、northa+            |                         | 3:53 |
| 6.                                      | 「Tomorrow's way」            | YUI （#18、作曲: COZZi） | YUI （#18、作曲: COZZi） | Hideyuki DAICHI Suzuki  | 弦一徹Strings           | 4:44 |
| 7.                                      | 「I'll be」                   | YUI （#18、作曲: COZZi） | YUI （#18、作曲: COZZi） | northa+                 |                         | 3:32 |
| 8.                                      | 「OH YEAH」                   | YUI （#18、作曲: COZZi） | YUI （#18、作曲: COZZi） | northa+                 |                         | 3:13 |
| 9.                                      | 「Rain」                      | YUI （#18、作曲: COZZi） | YUI （#18、作曲: COZZi） | HISASHI KONDO           |                         | 4:01 |
| 10.                                     | 「Never say die」             | YUI （#18、作曲: COZZi） | YUI （#18、作曲: COZZi） | e.u.Band、HISASHI KONDO |                         | 2:41 |
| 11.                                     | 「es.car」                    | YUI （#18、作曲: COZZi） | YUI （#18、作曲: COZZi） | e.u.Band、HISASHI KONDO |                         | 3:19 |
| 12.                                     | 「SUMMER SONG」               | YUI （#18、作曲: COZZi） | YUI （#18、作曲: COZZi） | northa+                 |                         | 3:27 |
| 13.                                     | 「Happy Birthday to you you」 | YUI （#18、作曲: COZZi） | YUI （#18、作曲: COZZi） | northa+                 |                         | 4:01 |
| 14.                                     | 「Understand」                | YUI （#18、作曲: COZZi） | YUI （#18、作曲: COZZi） | northa+                 | 四家卯大Strings         | 3:33 |
| 15.                                     | 「Separation」                | YUI （#18、作曲: COZZi） | YUI （#18、作曲: COZZi） | HISASHI KONDO           |                         | 3:09 |
| 16.                                     | 「It's My Life」              | YUI （#18、作曲: COZZi） | YUI （#18、作曲: COZZi） | HISASHI KONDO           |                         | 3:15 |
| 17.                                     | 「LOVE & TRUTH」              | YUI （#18、作曲: COZZi） | YUI （#18、作曲: COZZi） | northa+                 | 四家卯大Strings         | 4:20 |
| 18.                                     | 「TOKYO」                     | YUI （#18、作曲: COZZi） | YUI （#18、作曲: COZZi） | YUI、COZZi              | Ikoman、岡村美央Strings | 4:07 |
| 合計時間:                               | 合計時間:                     | 合計時間:                | 合計時間:                | 66:07                   |                         |      |

### 解説
1. 「CHE.R.RY 」
8thシングル。au by KDDI LISMO CMソング。
2. 「feel my soul」
1stシングル。フジテレビ系テレビドラマ「不機嫌なジーン」主題歌。
3. 「GLORIA」
15thシングル。ベネッセコーポレーション「進研ゼミ高校講座」CMソング。
4. 「to Mother」
16thシングル。
5. 「Merry・Go・Round」
1stアルバム『FROM ME TO YOU』収録。
6. 「Tomorrow's way」
2ndシングル。松竹系映画『HINOKIO』主題歌。
7. 「I'll be」
カップリングベストアルバム『MY SHORT STORIES』収録曲。SONY WALKMAN「Play You.」CMソング。
8. 「OH YEAH」
3rdアルバム『I LOVED YESTERDAY』収録曲。フジテレビ系『めざにゅ〜』テーマソング。
9. 「Rain」
17thシングル。フジテレビ系テレビドラマ『パーフェクト・リポート』主題歌。
10. 「Never say die」
14thシングル「It's all too much／Never say die」の2曲目。東宝系映画『カイジ 人生逆転ゲーム』劇中歌。
アルバム初収録。
11. 「es.car」
4thアルバム『HOLIDAYS IN THE SUN』収録曲。
12. 「SUMMER SONG」
12thシングル。
13. 「Happy Birthday to you you」
2ndアルバム『CAN'T BUY MY LOVE』収録曲。
14. 「Understand」
9thシングル「My Generation／Understand」の2曲目。映画『サイドカーに犬』主題歌。
15. 「Separation」
5thアルバム『HOW CRAZY YOUR LOVE』収録曲。
16. 「It's My Life」
18thシングル「It's My Life／Your Heaven」の1曲目。ユーキャン2011年度キャンペーンCMソング。
17. 「LOVE & TRUTH」
10thシングル。映画『クローズド・ノート』主題歌。
18. 「TOKYO」
4thシングル。

## 演奏
- YUI
  - Vocal, Chorus
  - Guitar (#1.2.3.5-18)
  - Shaker (#11)
- northa+
  - Guitar, Programming (#1.5.8.12.13.14.17)
  - Bass (#8.12)
- 種子田健：Bass (#1.13)
- そうる透：Drums (#1.5.13.17)
- クラッシャー木村ストリングス：Strings (#1)
- 鈴木Daichi秀行：Guitar, Bass, Programming (#2.6)
- 近藤ひさし
  - Guitar (#3.4)
  - Programming (#3.4.9.10.11.15.16)
  - Piano (#4.10)
- オダクラユウ：Guitar (#3.11)
- Backy：Bass (#3.4.9.10.11.15.16)
- 今村舞：Drums (#3.9.10.11.16)
- 佐治宣英：Drums (#4)
- 遠藤龍弘：Bass (#5)
- 弦一徹ストリングス：Strings (#6)
- 黒田晃年：Guitar (#9.10.11.15.16)
- 藤澤亜里紗：Piano (#9.10)
- 四家卯大ストリングス：Strings (#14.17)
- Kosuke：Drums (#15)
- 古川昌義：Guitar (#17)
- COZZI：Guitar, Bass, Programming (#18)
- Ikoman：Piano, Strings (#18)
- 岡村美央：Strings (#18)